# Beinn Dubhchraig
Beinn Dubhchraig är ett berg i Storbritannien.   Det ligger i kommunen Stirling och riksdelen Skottland, i den nordvästra delen av landet, 600 km nordväst om huvudstaden London. Toppen på Beinn Dubhchraig är 978 meter över havet, eller 204 meter över den omgivande terrängen. Bredden vid basen är 1,6 km.
Terrängen runt Beinn Dubhchraig är huvudsakligen kuperad.Runt Beinn Dubhchraig är det mycket glesbefolkat, med 4 invånare per kvadratkilometer. Närmaste större samhälle är Dalmally, 14,2 km väster om Beinn Dubhchraig. Trakten runt Beinn Dubhchraig består i huvudsak av gräsmarker.